# A' Katīgoria 1966-1967
La A' Katīgoria 1966-1967 (in greco Πρωτάθλημα Α' Κατηγορίας) è stata la 28ª edizione della massima serie del campionato cipriota di calcio; si concluse con l'affermazione finale dell'Olympiakos Nicosia, che vinse il primo titolo della sua storia.

## Stagione

### Novità
Con la promozione dalla B' Katīgoria 1965-1966 dell'APOP Paphou e viste le mancate retrocessioni nella precedente stagione, le squadre salirono da undici a dodici.

### Formula
Il torneo fu disputato da dodici squadre che si incontrarono in gare di andata e ritorno per un totale di ventidue turni per squadra; furono assegnati tre punti in caso di vittoria, due in caso di pareggio e uno in caso di sconfitta. Non erano previste retrocessioni; in caso di arrivo in parità prevaleva il quoziente reti. Da questa stagione e fino al 1973 la prima classificata otteneva la promozione nel massimo campionato di calcio greco.

## Squadre partecipanti
| Club                | Città     | Stadio             | Stagione precedente                                            |
| ------------------- | --------- | ------------------ | -------------------------------------------------------------- |
| AEL Limassol        | Limassol  | Stadio GSO         | 8º in A' Katīgoria                                             |
| Alkī Larnaca        | Larnaca   | Vecchio Stadio GSZ | 9 in A' Katīgoria                                              |
| Anorthōsis          | Famagosta | Stadio GSE         | 5º in A' Katīgoria                                             |
| APOEL               | Nicosia   | Vecchio Stadio GSP | 7º in A' Katīgoria                                             |
| Apollōn Limassol    | Limassol  | Stadio GSO         | 6º in A' Katīgoria                                             |
| APOP Paphou         | Pafo      | Stadio GSK         | 1º nel Girone 2 di B' Katīgoria, vince lo spareggio promozione |
| Arīs Limassol       | Limassol  | Stadio GSO         | 11º in A' Katīgoria                                            |
| EPA Larnaca         | Larnaca   | Vecchio Stadio GSZ | 10º in A' Katīgoria                                            |
| Nea Salamis         | Famagosta | Stadio GSE         | 3º in A' Katīgoria                                             |
| Olympiakos Nicosia  | Nicosia   | Vecchio Stadio GSP | 2º in A' Katīgoria                                             |
| Omonia              | Nicosia   | Vecchio Stadio GSP | 1º in A' Katīgoria                                             |
| Pezoporikos Larnaca | Larnaca   | Vecchio Stadio GSZ | 5º in A' Katīgoria                                             |

## Classifica finale
|  | Pos. | Squadra             | Pt | G  | V  | N  | P  | GF | GS  | DR  |
|  | ---- | ------------------- | -- | -- | -- | -- | -- | -- | --- | --- |
|  | 1.   | Olympiakos Nicosia  | 55 | 22 | 14 | 5  | 3  | 74 | 26  | +48 |
|  | 2.   | APOEL               | 55 | 22 | 15 | 3  | 4  | 89 | 33  | +56 |
|  | 3.   | Anorthōsis          | 54 | 22 | 14 | 4  | 4  | 55 | 29  | +26 |
|  | 4.   | Omonia              | 53 | 22 | 10 | 11 | 1  | 48 | 17  | +31 |
|  | 5.   | Nea Salamis         | 51 | 22 | 12 | 5  | 5  | 37 | 21  | +16 |
|  | 6.   | Apollōn Limassol    | 50 | 22 | 11 | 6  | 5  | 50 | 25  | +25 |
|  | 7.   | Alkī Larnaca        | 41 | 22 | 9  | 1  | 12 | 44 | 43  | +1  |
|  | 8.   | AEL Limassol        | 41 | 22 | 7  | 5  | 10 | 41 | 42  | -1  |
|  | 9.   | Pezoporikos Larnaca | 38 | 22 | 6  | 4  | 12 | 40 | 54  | -14 |
|  | 10.  | EPA Larnaca         | 36 | 22 | 6  | 3  | 13 | 36 | 53  | -17 |
|  | 11.  | Arīs Limassol       | 27 | 22 | 1  | 3  | 18 | 17 | 102 | -85 |
|  | 12.  | APOP Paphou         | 26 | 22 | 1  | 2  | 19 | 21 | 107 | -86 |

### Verdetti
- Olympiakos Nicosia Campione di Cipro 1966-67, promosso in Alpha Ethniki 1967-1968 e ammesso alla Coppa dei Campioni 1967-1968.
- Apollōn Limassol qualificato alla Coppa delle Coppe 1967-1968 per la vittoria della Coppa di Cipro.

## Statistiche
Capocannoniere del torneo fu Andreas Stylianou dell'APOEL con 29 reti.